# برايان ميلس
برايان ميلس (بالإنجليزية: Brian Mills)‏ هو مخرج بريطاني، ولد في 25 أكتوبر 1933 في مانشستر في المملكة المتحدة، وتوفي بنفس المكان في 3 يونيو 2006.

## وصلات خارجية
- برايان ميلس على موقع IMDb (الإنجليزية)
- برايان ميلس على موقع قاعدة بيانات الفيلم (الإنجليزية)